# Dalkowskie Jary
Dalkowskie Jary este o arie protejată (sit de importanță comunitară — SCI) din Polonia întinsă pe o suprafață de 40,1 ha, integral pe uscat.

## Localizare
Centrul sitului Dalkowskie Jary este situat la coordonatele 51°39′19″N 15°52′48″E / 51.6553°N 15.8799°E.

## Înființare
Situl Dalkowskie Jary a fost declarat sit de importanță comunitară în octombrie 2009 pentru a proteja 3 specii de animale.

## Biodiversitate
Situată în ecoregiunea continentală, aria protejată conține 2 habitate naturale: Păduri de fag Asperulo-Fagetum, Păduri acidofile de stejar bătrân cu Quercus robur pe câmpii nisipoase.
La baza desemnării sitului se află mai multe specii protejate:
- mamifere (2): liliac cârn (Barbastella barbastellus), liliac comun (Myotis myotis)
- nevertebrate (1): Osmoderma eremita